# Maurice Bellemare
Maurice Bellemare, OC (* 8. Juni 1912 in Grand-Mère, Québec; † 15. Juni 1989 ebenda) war ein kanadischer Politiker in Québec, der unter anderem von 1974 bis 1976 kommissarischer Vorsitzender der dortigen Union nationale (UN) war.

## Leben
Maurice Bellemare, Sohn von Arthur Bellemare, Vorarbeiter einer Papierfabrik, und dessen Ehefrau Louise Martin, belegte nach dem Besuch des Collège Sacré-Cœur in Grand-Mère und der École Saint-François-Xavier in Trois-Rivières Kurse an der International Correspondence School und arbeitete von 1935 bis 1938 als Holzvermesser bei „Consolidated Paper“. Im Anschluss war er von 1939 bis 1941 als Handlungsreisender für die Firma „Mozart“ in Trois-Rivières sowie daraufhin als Bremser beim Eisenbahnunternehmen Canadian Pacific Railway (CPR) tätig. Während dieser Zeit engagierte er sich in der Eisenbahngewerkschaft Brotherhood of Railroad Trainmen und gründete 1948 die Wochenzeitung „Nos Droits“.
Bellamere wurde für die Union nationale (UN) bei der Wahl am 8. August 1944 im Wahlkreis „Champlain“ als Nachfolger seines Parteifreundes Joseph-Philias Morin erstmals zum Mitglied der Nationalversammlung gewählt und vertrat diesen Wahlkreis nach seinen Wiederwahlen am 28. Juli 1948, 16. Juli 1952, 20. Juni 1956, 22. Juni 1960, 14. November 1962 und 5. Juni 1966 bis zur Wahl am 29. April 1970, als er eine Niederlage gegen Normand Toupin von der Parti libéral du Québec erlitt. Während seiner langjährigen Parlamentszugehörigkeit fungierte er zunächst von 1948 bis 1953 als stellvertretender Parlamentarischer Geschäftsführer (Whip) sowie im Anschluss von 1953 bis 1959 als Parlamentarischer Hauptgeschäftsführer (Chief Whip) der UN-Fraktion in der Nationalversammlung. Außerdem bekleidete er von 1954 bis 1957 erstmals das Amt als Bürgermeister von Saint-Jean-des-Batteries.
Am 11. September 1959 wurde Maurice Bellemare als Minister ohne Geschäftsbereich in das Kabinett von Premierminister von Québec Paul Sauvé und bekleidete dieses Amt im Anschluss vom 8. Januar 1960 bis zum 5. Juli 1960 auch im Kabinett von Premierminister Antonio Barrette.
Nach dem Wahlsieg der UN bei der Wahl am 5. Juni 1966 übernahm er im Kabinett von Premierminister Daniel Johnson, Sr. am 16. Juni 1966 das Amt als Arbeitsminister und bekleidete dieses Ministeramt nach Johnsons Tod am 26. September 1968 vom 2. Oktober 1968 bis am 18. Dezember 1968 auch im Kabinett von dessen Nachfolger als Premierminister Jean-Jacques Bertrand. Daneben war im Kabinett Johnson vom 16. Juni 1966 bis zum 31. Oktober 1967 zugleich Minister für Industrie und Handel sowie im Kabinett Bertrand vom 18. Dezember 1968 bis am 12. März 1970 Minister für Arbeit und Arbeitskräfte. Ferner übernahm er von Juni 1966 bis März 1970 als „Leader parlementaire du gouvernement“ und war damit der Vorsitzende der Regierungsfraktion in der Nationalversammlung. Des Weiteren fungierte er von 1968 bis 1970 abermals als Bürgermeister von Saint-Jean-des-Batteries. Nach seinem Ausscheiden aus der Regierung bekleidete er vom 12. März 1970 bis 1972 als Präsident der Kommission für Arbeitsunfälle.
Nach dem Mandatsverzicht des bisherigen Wahlkreisinhabers Jean-Claude Boutin von der Liberalen Partei am 25. Juli 1974 wurde Bellamare bei der notwendigen Nachwahl im Wahlkreis „Johnson“ am 28. August 1974 wieder zum Mitglied der Nationalversammlung gewählt, wobei er sich gegen Jean-Claude Boutin durchsetzen konnte, der trotz seines vorherigen Mandatsverzichts wieder für die Parti libéral du Québec kandidierte. Er vertrat diesen Wahlkreis bis zu seinem eigenen Mandatsverzicht am 19. Dezember 1979, woraufhin Camille Picard von Liberalen Partei die erforderliche Nachwahl am 17. November 1980 gewann. Nach dem Rücktritt von Gabriel Loubier wurde er als dessen Nachfolger am 30. März 1974 zum kommissarischen Vorsitzenden der Union nationale gewählt und behielt diese Funktion bis zu seiner Ablösung durch Rodrigue Biron am 23. Mai 1976. Zugleich fungierte er vom 25. Mai 1976 bis zum 30. Oktober 1979 als Vorsitzender der UN-Fraktion in der Nationalversammlung.
Maurice Bellemare engagierte sich als Ehrenmitglied auf Lebenszeit der Ordensgemeinschaft der Oblaten der Unbefleckten Jungfrau Maria war, als Mitglied der Knights of Columbus und als Mitglied der Handelskammer von Cap-de-la-Madeleine. Er wurde im Januar 1980 mit der Medaille der Nationalversammlung ernannt und war von 1981 bis 1983 Mitglied des Gemeinderates von Saint-Jean-des-Piles. Für seine langjährigen Verdienste erfolgte zudem am 11. April 1984 seine Ernennung zum Offizier des Order of Canada (OC). Er heiratete am 27. März 1939 in Trois-Rivières Marie-Blanche Martel, Tochter des Zimmermanns und Schreiners Anthime Martel und dessen Ehefrau Marie-Blanche Mathieu. Nach seinem Tode am 15. Juni 1989 in Grand-Mère wurde er auf dem Friedhof Saint-Jean-des-Piles beigesetzt.

## Weblink
- Maurice Bellemare. Nationalversammlung von Québec (französisch).